# Nécropole nationale La ferme des Wacques
Pour un article plus général, voir Sites funéraires et mémoriels de la Première Guerre mondiale (Front Ouest).
La nécropole nationale de Souain "la ferme des Wacques" ou nécropole nationale de la 28e brigade, est un cimetière militaire de la Première Guerre mondiale, situé sur le territoire de la commune de Souain-Perthes-lès-Hurlus, à une trentaine de kilomètres au nord de Châlons-en-Champagne.

## Histoire
Le père Paul Doncœur, après la Première Guerre mondiale a œuvré pour donner à tous les soldats une sépulture décente. Il a donc parcouru toute la France entre novembre 1918 à septembre 1919 avec une équipe de soldats, composée de volontaires du 35e régiment d'infanterie et du 4e régiment d'infanterie, pour protéger les corps de tous les morts au champ d'honneur.
En 1919, cette équipe de volontaires édifie le calvaire des Wacques à Souain en l'honneur des combattants de la bataille de Champagne de septembre 1915. L'initiative du père Doncoeur est soutenue et encouragée par le Général Baston de la 14e division d'infanterie.
 Patrimoine mondial (2023) (sites funéraires et mémoriels français et belges de la Première Guerre mondiale)

## Caractéristiques
Cette nécropole d'une superficie de 0,34 ha abrite les tombes 147 soldats français tués au cours de la Première Guerre mondiale. Sa conception est atypique : une allée de stèles de pierre en forme de croix conduit à une double rangée circulaire de croix en pierre entourant une grande croix elle aussi en pierre. L'ensemble fait penser à un cromlech. 
La grande croix en pierre d'Euville - le « Calvaire des Wacques » - dédiée « Aux morts de la XXVIIIe brigade ». 
Après 1945, on a réédifié sur le site les monuments aux 44e régiment d'infanterie et 60e régiment d'infanterie .
Sur le clavaire il est aussi inscrit : " Calvaire érigé par le R. P. Doncoeur S. J. aumônier de la 28 ème brigade. Que les jeunes générations se souviennent du sacrifice de leurs aînés." 

## Personnalités inhumées
- Albert Henri Schürr